# Беналуп-Касас-В'єхас
Беналуп-Касас-В'єхас (ісп. Benalup-Casas Viejas) — муніципалітет в Іспанії, у складі автономної спільноти Андалусія, у провінції Кадіс. Населення — 7183 особи (2010).
Муніципалітет розташований на відстані близько 490 км на південний захід від Мадрида, 50 км на південний схід від Кадіса.
На території муніципалітету розташовані такі населені пункти: (дані про населення за 2010 рік)
- Беналуп: 7151 особа
- Лас-Лагунетас: 32 особи

## Демографія
Динаміка населення (INE ):

## Галерея зображень

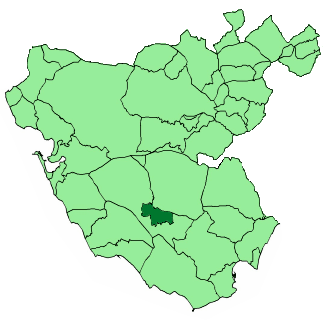
Розташування муніципалітету у провінції Кадіс
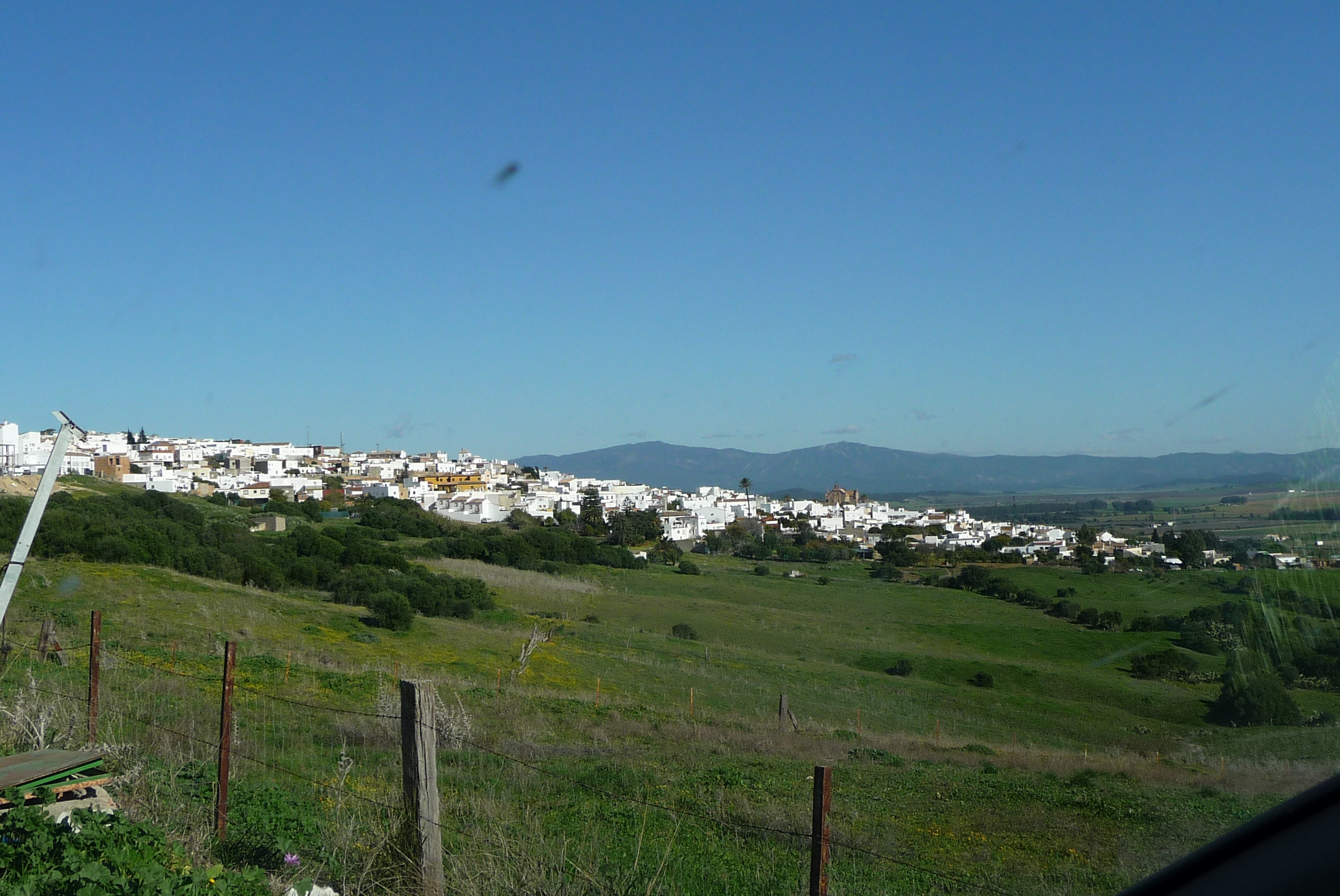
Панорама